# Walerij Pietrakow
Walerij Jurjewicz Pietrakow, ros. Валерий Юрьевич Петраков (ur. 16 maja 1958 w Briańsku, Rosyjska FSRR) – rosyjski piłkarz, grający na pozycji napastnika, reprezentant Związku Radzieckiego, trener piłkarski.

## Kariera piłkarska

### Kariera klubowa
Wychowanek klubu Dinamo Briańsk, w barwach którego w 1975 rozpoczął karierę piłkarską. W 1976 przeszedł do Lokomotiwu Moskwa. W 1981 przeniósł się do Torpeda Moskwa, w którym spędził kolejne pięć lat. W 1986 powrócił do Lokomotiwu Moskwa, a już w następnym roku wyjechał za granicę, gdzie bronił barw klubów nienieckich BSG Einheit Wernigerode i Motor Nordhausen oraz szwedzkich IFK Luleå i Notvikens IK. W 1992 zakończył karierę piłkarską.

### Kariera reprezentacyjna
W reprezentacji ZSRR zadebiutował 5 kwietnia 1978 w wygranym 10:2 towarzyskim meczu z Finlandią, w którym strzelił jednego gola. Wcześniej jako piłkarz radzieckiej reprezentacji U-20 zdobył w 1977 Mistrzostwo Świata w Tunezji, a w 1980 Młodzieżowe Mistrzostwo Europy.

## Kariera trenerska
Przez kilka lat po zakończeniu kariery zawodniczej pomagał trenować Torpedo Moskwa. W czerwcu 2001 r. stanął na czele pierwszoligowego klubu Tom Tomsk. Za dwa i pół roku klub ewoluował od średniaka do jednego z liderów ligi. Na początku 2008 objął stanowisko głównego trenera klubu Torpedo-Metałłurg Moskwa, który potem zmienił nazwę na FK Moskwa. 14 lipca 2005 niespodziewanie został zwolniony z prowadzenia zespołu. Potem do końca sezonu prowadził FK Rostów, w 2006 powrócił do Tomu Tomsk. W 2009 objął prowadzenie Ałanią Władykaukaz, występującej w pierwszej dywizji, ale 10 sierpnia 2009 został zwolniony z zajmowanego stanowiska. 26 maja 2011 roku objął stanowisko głównego trenera Dinama Briańsk.

## Sukcesy i odznaczenia

### Sukcesy klubowe
- zdobywca Pucharu ZSRR: 1986

### Sukcesy reprezentacyjne
- mistrz Świata U-20: 1977
- mistrz Europy U-21: 1980

### Odznaczenia
- tytuł Mistrza Sportu ZSRR: 197?
- tytuł Mistrza Sportu Klasy Międzynarodowej: 1979